# Urine vieillie

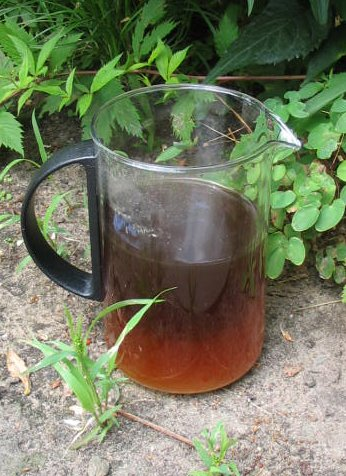
Un récipient rempli d'urine vieillie, en l'occurrence de l'urine âgée d'environ quatre mois.

L'urine vieillie est appelé en Lant en anglais, le terme vient du vieil anglais land, qui faisait référence à l'urine. L'urine collectée était mise de côté pour fermenter jusqu'à ce qu'elle soit utilisée pour son contenu chimique dans de nombreux processus préindustriels, tels que le nettoyage et la production.

## Histoire
En raison de sa teneur en ammonium, l'urine vieillie était le plus souvent utilisée pour le nettoyage des sols et en tant que lessive. Selon les premiers guides d'entretien ménager, les bassins de lit étaient récupérés par l'un des plus jeunes serviteurs masculins et rangés pour fermenter en un caustique doux avant utilisation.
Dans les grandes industries artisanales, l'urine vieillie était utilisée dans le traitement de la laine et comme source de salpêtre pour la poudre à canon. En cas d'urgence et dans les quartiers où ces industries étaient les principales, la ville entière devait contribuer à son approvisionnement.

## Sources et références
1. ↑  (en) Samuel Johnson, A Dictionary of the English Language: In which the Words are Deduced from Their Originals ..., Longman, rees, orme, 1827, 15 p. (lire en ligne)
2. ↑  (en) George Fownes, Elementary Chemistry, Theoretical and Practical, Blanchard and Lea, 1853, 513 p. (lire en ligne)
3. ↑  J. J. (John James) Hummel, The dyeing of textile fabrics, London [etc.] New York, Cassell and company, limited, 1898, 92 p. (lire en ligne)